# Radio Pakistan
Société Radio Pakistan (ourdou : شرکت نشریات پاکستان; anglais : Pakistan Broadcasting Corporation) ou Radio Pakistan (ourdou : ریڈیو پاکستان), également connue sous le nom de Voice of Pakistan (Voix du Pakistan), est la principale société de médias d'État par le biais de la radio au Pakistan. 